# شرف آباد بايين (مقاطعة دلفان)
شرف‌آباد بايين (بالفارسية: شرف‌آباد پایین) هي قرية تقع في قسم كاكاوند الغربي الريفي (مقاطعة دلفان) في إيران. يقدر عدد سكانها بـ 53 نسمة .